# Die blaue Hand (Film)
Die blaue Hand ist ein Kriminalfilm aus dem Jahr 1967. Die deutsche Edgar-Wallace-Produktion entstand unter der Regie von Alfred Vohrer.

## Handlung
Dave Emerson, einer von vier Söhnen des nach Amerika entflohenen kriminellen Earl of Emerson, steht wegen Mordes an dem Gärtner Edward Amery vor Gericht. Mit einem Gutachten des Irrenarztes Dr. Albert Mangrove erreicht der Anwalt der Familie, Lionel Douglas, dass Dave wegen „völliger Unzurechnungsfähigkeit“ unbefristet in Mangroves Irrenanstalt eingeliefert wird. Ein Unbekannter hilft Dave wenig später, aus der Klinik zu entkommen. Eine Krankenschwester wird unter mysteriösen Umständen ermordet. Ein Wärter und ein Wachhund, die Dave auf seiner Flucht zum elterlichen Schloss Gentry verfolgten, werden von einer vermummten Gestalt mit einer blauen eisernen Hand getötet.
Im Schloss begegnet Dave beinahe seinem Zwillingsbruder Richard, der ihm zum Verwechseln ähnlich sieht und noch am gleichen Abend spurlos verschwindet. Als Inspektor Craig und Scotland-Yard-Chef Sir John auf Schloss Gentry eintreffen und alle Anwesenden verhören wollen, nimmt Dave kurzerhand die Identität seines Bruders Richard an. Das bemerken zunächst weder die Ermittler noch Daves Geschwister Robert, Charles, Myrna und deren Stiefmutter Lady Emerson. Craig durchsucht Daves Zimmer und stößt auf merkwürdige Dinge, darunter einen Hinweis auf die „blaue Hand“, ein historisches Mordinstrument. Inspektor Craig kommt dahinter, dass es sich bei Richard um Dave handelt. Da entgeht Myrna nur knapp einem Anschlag der blauen Hand. Dave kann den Inspektor und Sir John von seiner Unschuld überzeugen.
Am nächsten Tag wird Myrna von Mangroves Wärter Reynolds, der sich als Dave ausgibt, zu dem Club Petit Maxim gelockt. Robert Emerson erfährt von dem neugierigen Butler Anthony Smith, was geschehen ist, und nimmt die Verfolgung seiner Schwester auf. Im Petit Maxim kann er Myrna zwar retten, fällt aber selbst der blauen Hand zum Opfer. Mr. Snobbits, der mehrmals vorbestrafte Pächter des Clubs, weiß angeblich von nichts. Nach seinem Verhör bei Scotland Yard begegnet er Schwester Harris aus Mangroves Anstalt, die er offensichtlich kennt. Die Krankenschwester berichtet Inspektor Craig und Sir John, dass ihre ermordete Kollegin Agnes Dairen einen Bericht erstellt hatte, in dem sie Mangroves Gutachten widersprach und zu der Feststellung kam, dass Dave nicht wahnsinnig sei. Der Bericht und weitere Notizen, die sich gegen Dr. Mangrove richten, sind seit Schwester Dairens Tod verschwunden.
Da Mangrove eine Durchsuchung der Irrenanstalt durch Scotland Yard befürchtet, lässt er zahlreiche Zellen räumen und Patienten im Keller verstecken. Es stellt sich heraus, dass der Irrenarzt von einem geheimnisvollen „Boss“ abhängig ist, in dessen Auftrag er Myrna in der kommenden Nacht beseitigen soll. Am Abend verlassen Wärter Reynolds und ein Patient mit der unheimlichen Mordwaffe die Klinik mit einem Lieferwagen. Sie fahren zu Schloss Gentry, wo die blaue Hand ein weiteres Mitglied der Familie Emerson ermordet: Charles. Um seinen Boss zu hintergehen, entführt Mangrove Myrna in seine Anstalt. Er schreckt auch vor dem Einsatz von Betäubungsmitteln, Schlangen und Ratten nicht zurück, um zu erreichen, dass Myrna eine Verzichtserklärung unterschreibt. Aber die junge Frau weigert sich konsequent. Gegenüber dem „Boss“ behauptet Mangrove, nicht zu wissen, wo sich Myrna Emerson befindet. Schwester Harris findet die Akten ihrer ermordeten Kollegin, wird damit allerdings von Mangrove ertappt. Die anschließende Folter durch den skrupellosen Arzt treibt die Krankenschwester in den Wahnsinn.
Inspektor Craig und Sir John veranlassen eine Durchsuchung der Irrenanstalt. Die Polizeibeamten entdecken allerdings nicht das Versteck mit den Patienten und Myrna. Dave gesteht seiner Stiefmutter seine wahre Identität und beteuert erneut seine Unschuld. In der Nacht entgeht er einem Anschlag der blauen Hand. Craig gelingt es, Myrna aus der Anstalt zu befreien und Dr. Mangrove zu verhaften. Als die Ermittler Mangrove verhören, erfahren sie, dass der Earl of Emerson unschuldig war und die kriminellen Delikte seiner zweiten Ehefrau, Lady Emerson, auf sich nahm. In Amerika wurde der inzwischen verstorbene Earl sehr vermögend. In seinem Testament setzte er seine fünf Kinder als Erben ein. Damit fiele das Erbe nur nach dem Ableben der Kinder an Lady Emerson.
Inspektor Craig und Sir John konfrontieren Lady Emerson und den ebenfalls auf Schloss Gentry anwesenden Anwalt Lionel Douglas mit den Ermittlungsergebnissen. Douglas gibt zu, vom Testament und vom Ableben des Earl of Emerson gewusst zu haben. Er gesteht außerdem, der Geliebte Lady Emersons zu sein. Dennoch behaupten Douglas und Lady Emerson, nichts mit den Morden der blauen Hand zu tun zu haben. Craig und Dave untersuchen einen Geheimgang, den die blaue Hand für ihre Mordanschläge nutzte. Mehrere Geheimtüren und ein düsteres Labyrinth führen ausgerechnet in das Gärtnerhaus, in dem Dave den Gärtner Edward Amery ermordet haben soll. Dave und der Inspektor können die blaue Hand als den angeblich toten Gärtner Amery enttarnen. Craig verhaftet Mangroves Komplizen Reynolds. Nun weiß Inspektor Craig, wer wirklich hinter den Verbrechen steckt. Lionel Douglas veranlasste nach dem Tod des Earls of Emerson die Verhaftung Daves und die anschließende Flucht, damit man ihn für die von Dr. Mangrove organisierten Morde verantwortlich machte. Als eigentlicher „Boss“ aber wird der inzwischen von Butler Anthony überwältigte und gefesselte Richard Emerson enttarnt.

## Entstehungsgeschichte

### Vorgeschichte
Der Roman Die blaue Hand von Edgar Wallace wurde erstmals 1925 in englischer Sprache veröffentlicht. 1928 erschien die deutsche Erstausgabe im Verlag Hesse und Becker sowie im selben Jahr beim Wilhelm Goldmann Verlag. Seit 1952 war das Werk als Goldmanns Taschen-Krimi Band 6 erhältlich.
Seit 1959 landeten der Filmverleih Constantin Film und die Produktionsfirma Rialto Film, die seit 1961 von Horst Wendlandt geleitet wurde, mit den Edgar-Wallace-Filmen einen Kinoerfolg nach dem anderen. Gerhard F. Hummel, der federführende Programmberater bei Constantin, zog für die Kinosaison 1960/61 unter anderem die Verfilmungen der Edgar-Wallace-Romane Die seltsame Gräfin (Originaltitel: The Strange Countess) und Die blaue Hand (Originaltitel: The Blue Hand) in Betracht. Da man auf jeden Fall die Schauspielerin Lil Dagover verpflichten wollte und die Romane einander ähneln, entschied man sich für die Realisierung des Films Die seltsame Gräfin, der im November 1961 in den Kinos startete. Das Projekt Die blaue Hand wurde bei den darauffolgenden Edgar-Wallace-Filmen zunächst nicht weiter verfolgt.
Mit den beiden 1966 gestarteten Farbfilmen Der Bucklige von Soho und Das Geheimnis der weißen Nonne konnte Rialto Film den Erfolg der Edgar-Wallace-Filme weiterhin fortsetzen. Entsprechend liefen in Absprache mit Constantin Film die Vorbereitungen zu weiteren Beiträgen der Reihe. Für Rialto Film war 1967 zunächst die Herstellung folgender Wallace-Filme vorgesehen:
1. Die blaue Hand
2. Der Mann mit der Peitsche, 1967 unter dem Titel Der Mönch mit der Peitsche realisiert
3. Der Engel des Schreckens, nicht realisiert und durch Der Hund von Blackwood Castle ersetzt

Als man das Projekt Die blaue Hand nun erneut aufgriff, hatte Gerhard F. Hummel, der stets auf möglichst romangetreue Verfilmungen achtete, den Constantin-Verleih bereits verlassen. Durch den wachsenden Einfluss Horst Wendlandts gestaltete man die Drehbücher zunehmend freier. 1965/66 ging man sogar dazu über, auf völlig frei erfundene Handlungen und Filmtitel zurückzugreifen. Mit diesem Schritt erhoffte man sich, die Filmreihe mehr dem aktuellen Zeitgeist anpassen zu können. Obwohl Rialto Film mit Die blaue Hand erstmals seit Der unheimliche Mönch (1965) wieder einen Wallace-Film mit einem originalen Romantitel realisieren sollte, beauftragte man Herbert Reinecker sowie das Team Harald G. Petersson und Fred Denger damit, jeweils ein von der Romanvorlage unabhängiges Treatment zu verfassen.

### Treatment von Herbert Reinecker
Das von Herbert Reinecker 1966 fertiggestellte Treatment hatte folgenden Inhalt:
In einem Hotel am Londoner Hafen tötet die LSD-süchtige Medizinstudentin Myrna Ferguson einen Mann. Als Chefinspektor Ellis und Inspektor Craig von Scotland Yard am Tatort eintreffen, finden sie dort allerdings die Leiche von Myrna, während der tote Mann spurlos verschwunden ist. Hotelbesitzer Bensson wird erschossen, als er der Polizei am Telefon wichtige Hinweise zur Person des Toten geben will. Myrnas Schwester Danny Ferguson trifft in London ein. Im Zimmer ihrer Schwester findet sie ein Bild mit einem Mann namens Humphrey Lester, den sie daraufhin aufsuchen will. Das Bild wird von einem gewissen Mr. Kelston gestohlen. Er ist Erster Offizier auf dem im Hafen liegenden amerikanischen Frachter ‚Maryland‘. Danny trifft Lester, von dem sie allerdings nichts wichtiges erfährt. Anschließend zerrt man Danny in einen Wagen. Kelston und der Matrose Kielow warnen sie vor weiteren Nachforschungen.
In Humphrey Lesters Wohnung findet Inspektor Craig eine Mitgliedskarte für den ‚Club Caravan‘. Danny wird von Lady Emerson und deren Sohn John, den Vermietern von Myrnas Wohnung, in diesen Club eingeladen. Auch Kelston, Kielow und Inspektor Craig befinden sich dort. Als Danny in ihre Wohnung zurückkehrt, teilt Humphrey Lester ihr mit, dass Myrnas Mörder mit Vornamen Henry heißt. in derselben Nacht wird Lester ermordet. Auf seiner Stirn befindet sich als Zeichen eine ‚blaue Hand‘.
Danny und Craig suchen erneut den ‚Club Caravan‘ auf, wo sie von Crantz, dem früheren Diener Lesters, in eine Schlägerei verwickelt werden. Crantz wird verhaftet, kann jedoch aus dem Gefängnis fliehen. Wenig später findet die Polizei seine Leiche auf der ‚Maryland‘. Auf der Stirn des Ermordeten befindet sich ebenfalls eine ‚blaue Hand‘. Kelston und Kielow gelingt es, von dem observierten Frachter zu fliehen. An Land werden sie von Lady Emerson erwartet. Danny Ferguson und Inspektor Craig durchsuchen die Wohnung von Miss Collins, der Geschäftsführerin des ‚Club Caravan‘. In einer Dunkelkammer entdecken sie Negative und Fotos, die offensichtlich erpresserischen Zwecken dienten. Da verschließt ein Unbekannter die Tür der Dunkelkammer. Craig kann entkommen, muss Danny aber zurücklassen. Da taucht aus dem Dunkeln Mr. Kelston auf.
Inspektor Craig kehrt mit Chefinspektor Ellis in die Wohnung von Miss Collins zurück, um Danny zu befreien. Aber von Danny fehlt ebenso jede Spur wie von sämtlichen Beweisen. Craig untersucht noch einmal seinen Fluchtweg und findet die Leiche von Myrna Fergusons Mörder. Lady Ermerson identifiziert den Toten als Henry Maugham, Kapitän der ‚Maryland‘. Mithilfe seiner Komplizen auf dem Frachter und im ‚Club Caravan‘ hatte er Lady Emersons Mann einst erpresst und in den Selbstmord getrieben. Zwei Söhne der Lady hatten daraufhin unter den Namen Kelston und Kielow auf der ‚Maryland‘ angeheuert. Sie fanden heraus, dass der Kapitän eigentlich Henry Ellis heißt und der Bruder von Chefinspektor Ellis ist. Als Scotland-Yard-Beamter hatte er die Möglichkeit, wichtige Spuren der Morde verschwinden zu lassen. In Chefinspektor Ellis’ Auftrag wurde Myrna Ferguson ermordet. Den Hotelbesitzer Bensson und Humphrey Lester tötete er selbst. Er hatte den Opfern das Zeichen auf die Stirn gedrückt. Chefinspektor Ellis ist die ‚blaue Hand‘.

### Treatment von Harald G. Petersson und Fred Denger
Das von Harald G. Petersson und Fred Denger Anfang 1967 fertiggestellte Treatment handelte von einer gänzlich anderen Geschichte:
In London wird die attraktive Mary Redmayne wegen Mordes an ihrer Schwester Betsy zu lebenslanger Haft verurteilt. Rechtsanwalt Lindsay O’Leary, der Mary liebt, ist fest von ihrer Unschuld überzeugt. Er bittet seinen Freund Sir John von Scotland Yard, den Fall wieder aufzurollen. Sir John gibt den Fall an Inspektor Hallick, der auch die Gerichtsverhandlung miterlebte, weiter. Der inzwischen pensionierte Chefinspektor Bradley hatte in dem Fall seinerzeit ermittelt.
In einem Gespräch mit Anwalt O’Leary erfährt Inspektor Hallick von einem weiteren Zweig der Familie, dem das gesamte Vermögen zufallen würde, wenn Mary stirbt oder als Mörderin enterbt würde. Hallick will die Villa Redmayne, in der Betsy einst erschossen wurde, näher untersuchen. Dort wird er von einem Unbekannten überfallen und bewusstlos geschlagen. Als er wieder zu sich kommt, findet er neben sich eine aus lackierter Pappe geschnittene ‚blaue Hand‘.
Am nächsten Tag erfährt Inspektor Hallick von einem Giftanschlag auf die inhaftierte Mary Redmayne. Mit Unterstützung durch den Unterweltler Black-Jack lässt Hallick Mary aus dem Gefängnis entführen und bei ihrem Onkel Reverend Jonathan Huxley in Sicherheit bringen. Doch der Onkel wird erschossen und neben seiner Leiche finden die Ermittler erneut die ‚blaue Hand‘. Auch auf den Rechtsanwalt Lindsay O’Leary wird ein Attentat verübt, das aber zum Glück misslingt. Am Ort des Geschehens liegt wieder eine ‚blaue Hand‘.
Hallick bringt Mary zu ihren letzten Verwandten auf Plimstock Castle. Dort wohnen der etwas senile Schlossherr Lord Plimstock, dessen Butler Monk, Lady Emily, Lord Digby Danton, Dorothy Groat und deren Ehemann, der Modefotograf Marlow Groat sowie drei Modefotoschülerinnen und das Schlosspersonal. Sir John erklärt Inspektor Hallick das Symbol der ‚blauen Hand‘. Es war das Zeichen eines verunstalteten Analphabeten, der seine Spötter tötete. Die bis heute ungeklärte Mordserie hörte von selbst wieder auf. Im Schloss aber gehen die Morde weiter. Lord und Lady Digby, Dorothy und Marlow Groat werden getötet. Bei allen findet man das Zeichen der ‚blauen Hand‘.
Sir John erhält einen Anruf des Analphabeten, der beteuert, sich längst zur Ruhe gesetzt zu haben. Ein anderer benutze nunmehr sein Symbol. Sir John und Inspektor Hallick begeben sich zu Plimstock Castle, um den Fall endgültig zu klären. Mary muss erfahren, dass ihre eigene Familie sie umbringen lassen wollte. Anwalt O’Leary, der das Testament und die Absichten der hoch verschuldeten Familie kannte, beging den Mord an Betsy Redmayne. Dann ermordete er die übrigen Familienmitglieder. Schließlich wollte er Mary erobern und mit ihr auswandern. Um den Verdacht auf einen anderen zu lenken, hatte O’Leary das Zeichen der ‚blauen Hand‘ benutzt.

### Drehbuch
Statt eine der beiden Storys von den Urhebern ausarbeiten zu lassen, beauftragte Horst Wendlandt den Autor Herbert Reinecker, ein Drehbuch nach dem Treatment von Harald G. Petersson und Fred Denger zu verfassen. Von dessen Handlung blieben letztlich aber nur wenige Motive übrig. Eine der wesentlichen Änderungen war, dass es sich bei der „blauen Hand“ nunmehr um ein Mordinstrument handelte. In den beiden Treatments sowie in der Romanvorlage war die „blaue Hand“ lediglich das Zeichen des Verbrechers. Die Namen Craig und Emerson übernahm Reinecker (Pseudonym: Alex Berg) aus seinem eigenen Treatment, das später als Grundlage für den Edgar-Wallace-Film Die Tote aus der Themse (1971) diente.

### Besetzung
Die erste Ankündigung des Films nannte neben Regisseur Alfred Vohrer die Hauptdarsteller Hanns Lothar, Harald Leipnitz und Siegfried Schürenberg. Lothar war zunächst für die Rolle des Inspektors vorgesehen. Als der Schauspieler Anfang 1967 erkrankte und schließlich im Alter von gerade 37 Jahren verstarb, wurde die Rolle mit Harald Leipnitz besetzt. Leipnitz hatte bereits in den Wallace-Filmen Die Gruft mit dem Rätselschloss (1964) und Der unheimliche Mönch mitgewirkt. Die Darsteller Albert Bessler (sechs Filme), Carl Lange und Ilse Steppat (jeweils drei Filme) nahmen in diesem Film Abschied von der Reihe.
Zu den klassischen Darstellern der Filmreihe zählten auch Siegfried Schürenberg als Scotland-Yard-Chef Sir John und Klaus Kinski. Letzteren sah man in Die blaue Hand in einer Doppelrolle, die nach dem Drama Der rote Rausch (1962) die zweite Hauptrolle seiner Filmkarriere war.
Ilse Pagé, die 1966 eine Nebenrolle in dem Edgar-Wallace-Film Der Bucklige von Soho hatte, verkörperte in Die blaue Hand erstmals Mabel Finley, die Sekretärin von Sir John. Diese Rolle übernahm sie in weiteren fünf Wallace-Filmen von Regisseur Alfred Vohrer.
Daneben bot der Film Rollen für weitere bekannte Film- und Bühnenschauspieler wie Hermann Lenschau, Gudrun Genest oder Harry Riebauer. Unter den Nachwuchsdarstellern befanden sich Peter Parten, Thomas Danneberg und Diana Körner. Letztere gab in Die blaue Hand ihr Filmdebüt.

### Produktion
Die Dreharbeiten für den in Farbe (Eastmancolor) und Breitwandformat 1:1,66 produzierten Film fanden vom 9. Februar bis 22. März 1967 in West-Berlin statt. Auf London-Aufnahmen wurde diesmal gänzlich verzichtet. Im Film sind unter anderem folgende Drehorte zu sehen:
- Sitzungssaal 500 im Kriminalgericht Moabit: Gerichtssaal
- Jagdschloss Grunewald: Irrenanstalt außen
- Villa Mendel, Am Sandwerder 37, Berlin-Wannsee: Schloss Gentry außen
- Villa Meyer, Toni-Lessler-Straße 23, Berlin-Grunewald: Halle in Schloss Gentry
- Bootshaus am Großen Wannsee: Petit Maxim

Als Filmatelier dienten die Studios der CCC-Film in Berlin-Haselhorst. Die Filmbauten stammten von Wilhelm Vorwerg und Walter Kutz. Für die Kostüme war Irms Pauli verantwortlich. Herstellungsleiter war Fritz Klotzsch. Die Produktionsleitung übernahm Wolfgang Kühnlenz, die Regieassistenz Eva Ebner. Für die Szene mit der Spritze, die Myrna Emerson (Diana Körner) empfängt, stellte die Regieassistentin ihren Arm zur Verfügung. Die Stimme vom Boss stammte von Regisseur Alfred Vohrer.
Da Vohrers bis dahin bevorzugter Kameramann Karl Löb Anfang 1967 mit den Dreharbeiten für den Exploitationfilm Das Rasthaus der grausamen Puppen beschäftigt war, arbeitete der Regisseur hier erstmals mit Ernst W. Kalinke zusammen. Die beiden sollten noch sieben weitere Spielfilme gemeinsam realisieren. Mit Karl Löb drehte Vohrer anschließend noch seine fünf weiteren Wallace-Filme.

### Filmmusik
Die Filmmusik stammt aus der Feder von Martin Böttcher, der für Die blaue Hand seinen vierten Soundtrack zu einem Edgar-Wallace-Film komponierte. Die Titelmusik ist bisher mehrmals auf CD erschienen.

## Rezeption

### Veröffentlichungen
Der Film wurde erstmals am 20. April 1967 von der FSK geprüft. Nach der Kürzung einer Szene (Mord an Charles Emerson) wurde Die blaue Hand am 24. April 1967 ab 16 Jahren freigegeben. Am 28. April desselben Jahres fand die Uraufführung im Gloria-Palast in Berlin statt. Rialto Film und Constantin Film landeten mit dem Film einen weiteren Erfolg. Rund 1,7 Millionen Zuschauer sahen den Film während der Erstaufführungszeit. Bei den damals durchgeführten Umfragen des Fachblattes Filmecho/Filmwoche, bei denen die Kinobesucher aktuelle Filme auf einer Skala von 1 (ausgezeichnet) bis 7 (sehr schlecht) bewerteten, schnitt Die blaue Hand mit der Note 2,4 ab. Zum Vergleich: Die ebenfalls in der Kinosaison 1966/67 veröffentlichten Filme Das Geheimnis der weißen Nonne (2,9), Kommissar X – Drei grüne Hunde (2,7) und Der Mörderclub von Brooklyn (2,7).
Der Film konnte in weiteren Länder vermarktet werden und lief dort unter anderem unter den folgenden Titeln:
- Belgien, französischer Titel: La main de l’épouvante
- Belgien, niederländischer Titel: De hand der verschrikking
- Brasilien: A Criatura da Mão Azul
- Dänemark: Den blå hånd
- Finnland, finnischer Titel: Sininen käsi
- Finnland, schwedischer Titel: Den blåa handen
- Frankreich: La main de l’épouvante
- Griechenland: Oikogeneia dolofonon
- Italien: L'artiglio blu
- Niederlande: De verschrikkelijke hand
- Vereinigte Staaten: Creature with the Blue Hand

Im deutschen Fernsehen wurde der Film erstmals am 4. April 1985 auf dem Sat.1-Vorgänger PKS ausgestrahlt. Für die Veröffentlichung als Kaufvideo wurde die Altersfreigabe im Jahr 1991 von 16 auf 12 Jahre herabgestuft. In den Fernseh- und Videoveröffentlichungen waren zumeist auch die von der FSK veranlassten Kürzungen enthalten. 2004 erschien der Film in seiner ungekürzten Fassung auf DVD. Auch diese wurde ab 12 Jahren freigegeben.
In den USA wurde der Film erstmals 1971 unter dem Titel Creature with the Blue Hand in einer auf 74 Minuten gekürzten Fassung gezeigt. Er lief im Kino als Double Feature mit dem Film The Beast of the Yellow Night. Für eine spätere Videoveröffentlichung mit dem Titel The Bloody Dead entstanden 1987 unter der Regie von Samuel M. Sherman zusätzliche Szenen, mit denen man den Film für das zeitgenössische Publikum interessanter machen wollte. Man besorgte Kostüme, die denen aus dem Originalfilm ähnlich sein sollten und baute eine Zelle nebst Anstaltsflur nach. Die Mordszenen von Wärter Duck, Robert Emerson und Charles Emerson wurden um kurze, blutige Einstellungen erweitert. Da die US-Version auf der für die FSK gekürzten Fassung beruht, stand hier nur die gekürzte Szene des Mordes an Charles Emerson zur Verfügung. Darüber hinaus wurden drei komplett neue Szenen in den Film eingefügt und die Handlung entsprechend erweitert: Schwester Warner (Denise Coward) weiß um David Emersons Unschuld und hat zum zweiten Mal versucht, ihm zur Flucht zu verhelfen. Daraufhin wird sie im Auftrag von Dr. Mangrove von zwei Wärtern (Ruben Santiago und Al Vega) in eine Zelle gesperrt, in der sich zwei weitere Insassen befinden. Dort entdeckt sie auch blutverschmierte Knochen. Einer der Insassen (Ed French) berichtet, dass er Biologe war und dass seine Kollegen seine Arbeit geklaut und ihn für verrückt erklären lassen haben. Der zweite Insasse (Bob Gutowsky) war Yard-Inspektor und hat in der Anstalt ermittelt, bevor Dr. Mangrove einen Eingriff an seinem Gehirn angeleitet hat, ohne ihn dabei zu betäuben. Warner will aus der Zelle entkommen und ruft lautstark nach einem Wärter, woran der Insasse sie hindern will. Durch ihre Schreie erwacht der schlafende zweite Insasse. Beide stürzen sich auf Warner; der zweite Insasse beißt ihr in die Schulter und der erste bittet ihn, diesmal die Leber für ihn übrig zu lassen. In einer weiteren Szene tragen die beiden Wärter die in einen Teppich gewickelte Leiche Warners aus der Zelle. Der erste Insasse fordert sie zurück, woraufhin einer der Wärter in die Zelle zurückkommt und beiden erklärt, dass Mangrove „Besucher“ bekommen hat, die die beiden mitnehmen und hinrichten würden. Daraufhin greifen die beiden den Wärter an; der zweite Insasse reißt ihm einen Arm ab. Da noch vor der geplanten Veröffentlichung ein Bootleg von Creature with the Blue Hand in Umlauf geriet, wurde die erweiterte Fassung zunächst nicht herausgebracht und erschien erst 1997 auf Video. Im Jahr 2003 wurde eine DVD mit beiden Versionen des Films veröffentlicht. In Deutschland ist die erweiterte Fassung bisher nicht erschienen.

### Kritiken
„So kann man dann beruhigt Spaß am Spaß haben, und die Gänsehaut läuft einem so angenehm wie selten den Rücken hinunter, weil man sie nicht mehr ernst nehmen muß. Das ist Gruseln zum puren Vergnügen.“

„Farbiger Wallace-Film aus dem Gruselkabinett. [...] Empfehlenswert nur für Leute mit einer Vorliebe für Ratten, Schlangen und Verrückte.“

„Vor nichts zurückschreckend, gestaltet der bewährte Regisseur Alfred Vohrer den Edgar-Wallace-Stoff zu einem Gruselfilm mit Geisterbahneffekten. Daß dabei gelegentlich ein ironischer Zug durchschimmert, erhöht noch den Spaß an dem vermummten Mörder mit der blauen Hand.“

„Verworren im Drehbuch, aber streckenweise recht spannend.“

## Sonstiges
Der US-amerikanische Regisseur Quentin Tarantino zählt den Film Die blaue Hand zu seinen Lieblingsfilmen. Im Rahmen einer Wiederaufführung kommentierte er:

“This film was directed by Alfred Vohrer, known as the German Hitchcock. I saw this movie when I was in the 5th grade, when I was living in Tennessee, at a drive in. Little did I know that I was watching one of the most successful series of movies in the history of Germany.”

„Dieser Film wurde von Alfred Vohrer, dem deutschen Alfred Hitchcock, inszeniert. Ich sah den Film im Autokino als ich in der fünften Klasse war und in Tennessee lebte. Ich hatte keine Ahnung, dass ich einen Film der erfolgreichsten Filmreihe der deutschen Geschichte sah.“